# 小城藩
小城藩（おぎはん）は、肥前国に1617年（元和3年）から1871年（明治4年）まで存在した佐賀藩の支藩。藩主家は小城鍋島家。佐賀藩主・鍋島勝茂の庶長子鍋島元茂を藩祖とする。藩庁は小城陣屋（現在の小城市）に置いた。江戸幕府公認の石高は73252石5斗である。
小城藩の歴史は、元和3年（1617年）に佐賀藩主の鍋島勝茂の庶長子鍋島元茂が、祖父鍋島直茂の隠居領を譲り受けたことに始まるとされる。鍋島元茂時代に、その所領は石高7万3千石と定まり、以降は変動しなかった。3代目鍋島元武の時代には、佐賀藩や幕府と、小城藩ら佐賀藩支藩の関係を定めた「三家格式」を制定し、元武自身は将軍徳川綱吉や水戸藩主・徳川光圀と親交を深めた。しかし、次第に財政難に陥るようになり、特に7代目鍋島直愈の治世では、財政難のために幕府御用を満足に果たすことができず、佐賀藩から藩主の隠居を命じられるほどであった。9代目鍋島直堯は藩政改革を行い、同時に格式の変更も幕府に提案したが、佐賀藩の強い反発にあい、のちに隠居している。幕末には佐賀藩の支配・統制がより強固になっていき、混乱の中、明治4年（1871年）に廃藩置県を迎え、小城藩は廃藩となった。

## 藩史

### 成立

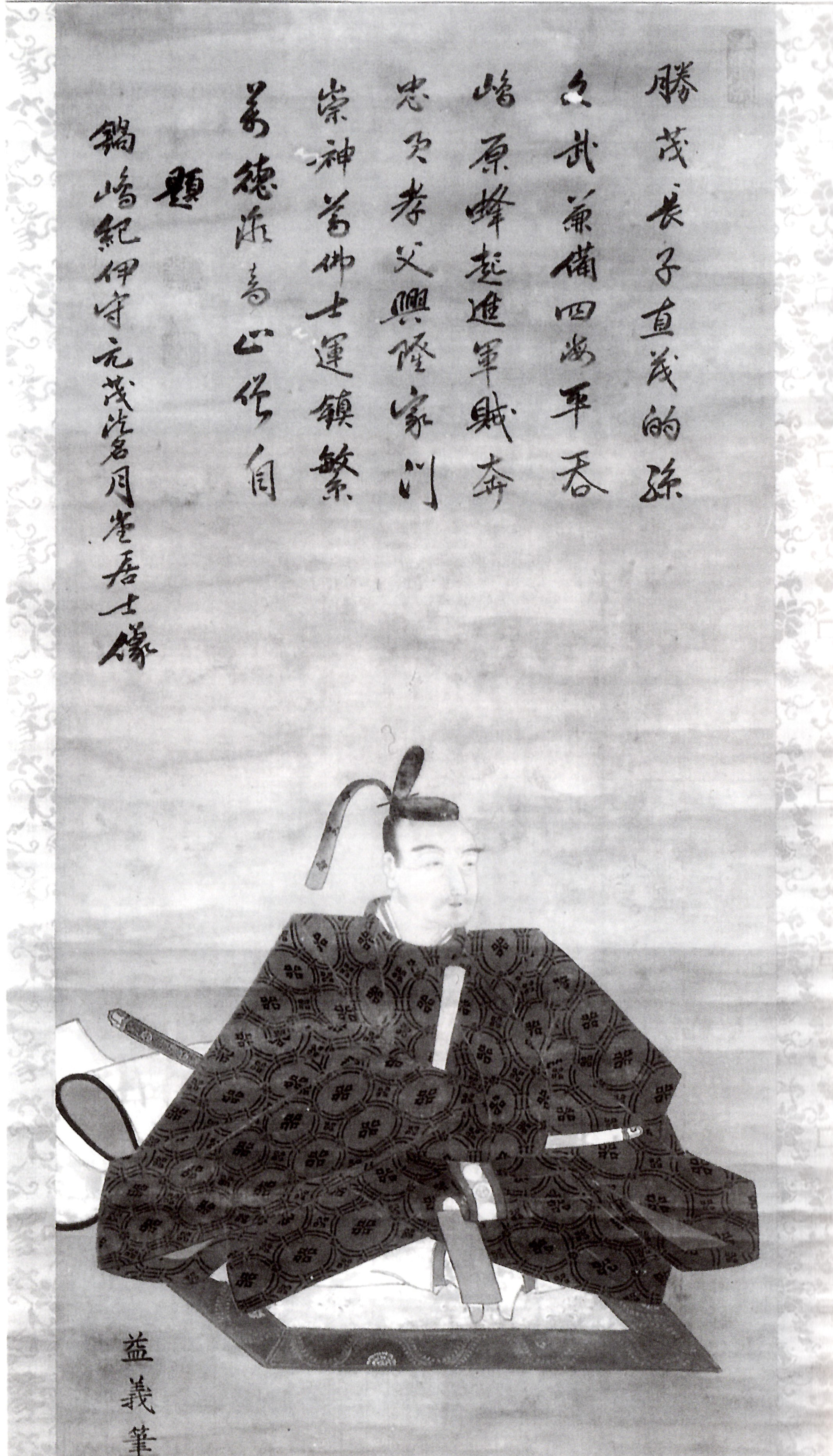
小城藩の初代藩主、鍋島元茂。写真の紙焼きのみが現存しており、原本の所蔵者や所蔵状況は不明である。

慶長7年（1602年）、小城藩の初代藩主となる鍋島元茂は、のちに佐賀藩初代藩主となる鍋島勝茂と側室お岩の間に生まれた。勝茂が徳川家康の養子となった茶々（菊姫）を正室に迎え、二人の間に鍋島忠直や鍋島直澄が生まれると、家督を相続しない庶長子として扱われるようになった。慶長19年（1614年）、元茂は徳川家への「人質」として江戸に派遣され、将軍徳川秀忠にお目見えをした。
元和3年（1617年）4月5日、元茂が祖父鍋島直茂の家臣団・隠居領を、元茂が直茂の養子となることでそのまま引き継いだ。この際の所領は佐賀郡・小城郡・神埼郡の定米にして約1万石であった。同年12月には佐賀藩主・鍋島勝茂からも定米約1万石の領地が与えられている。この際、直茂や勝茂から家臣もまた与えられている。小城藩の成立時期ははっきりと確定していないが、このどちらか、もしくは後述の参勤交代の開始（1642年）をもって、小城藩の成立とみなす見方が多い。のちに佐賀藩領内に分散していた元茂の領土は小城郡一帯にまとめられた。
元茂は江戸滞在中に柳生宗矩から剣術を教わっており、柳生宗矩が徳川家光の兵法指南役になると、元茂は家光の打ち太刀役に抜擢された。「元茂公御年譜」の記述によれば、元茂が打ち太刀役を務めたために、幕府からも米千俵を受領している。元茂は本来幕府に奉公する立場にない庶子であるものの、徳川幕府と直接主従関係を認められ大名扱いを受けていた。一方で、寛永元年（1624年）と5年（1629年）での、大阪城普請では、佐賀藩とともに公儀奉公を行っていたり、長崎警備を佐賀藩から命じられ行ったりと、佐賀藩と小城藩の従属関係も見てとれる。また、一般的に大名に命じられる公儀役も命じられず、幕府の直臣に当たらないともいえる。実際に、小城藩は幕府から公式に領地朱印状を拝領することはなく、江戸時代を通じて内分分家のままでいた。
寛永17年（1640年）、鍋島勝茂は元茂、直澄、鍋島直朝（勝茂の子で、鹿島藩主）の隔年参府を願いでて、それが幕府に公認された。寛永19年（1642年）、初めての参勤交代を行っている。

### 島原の乱

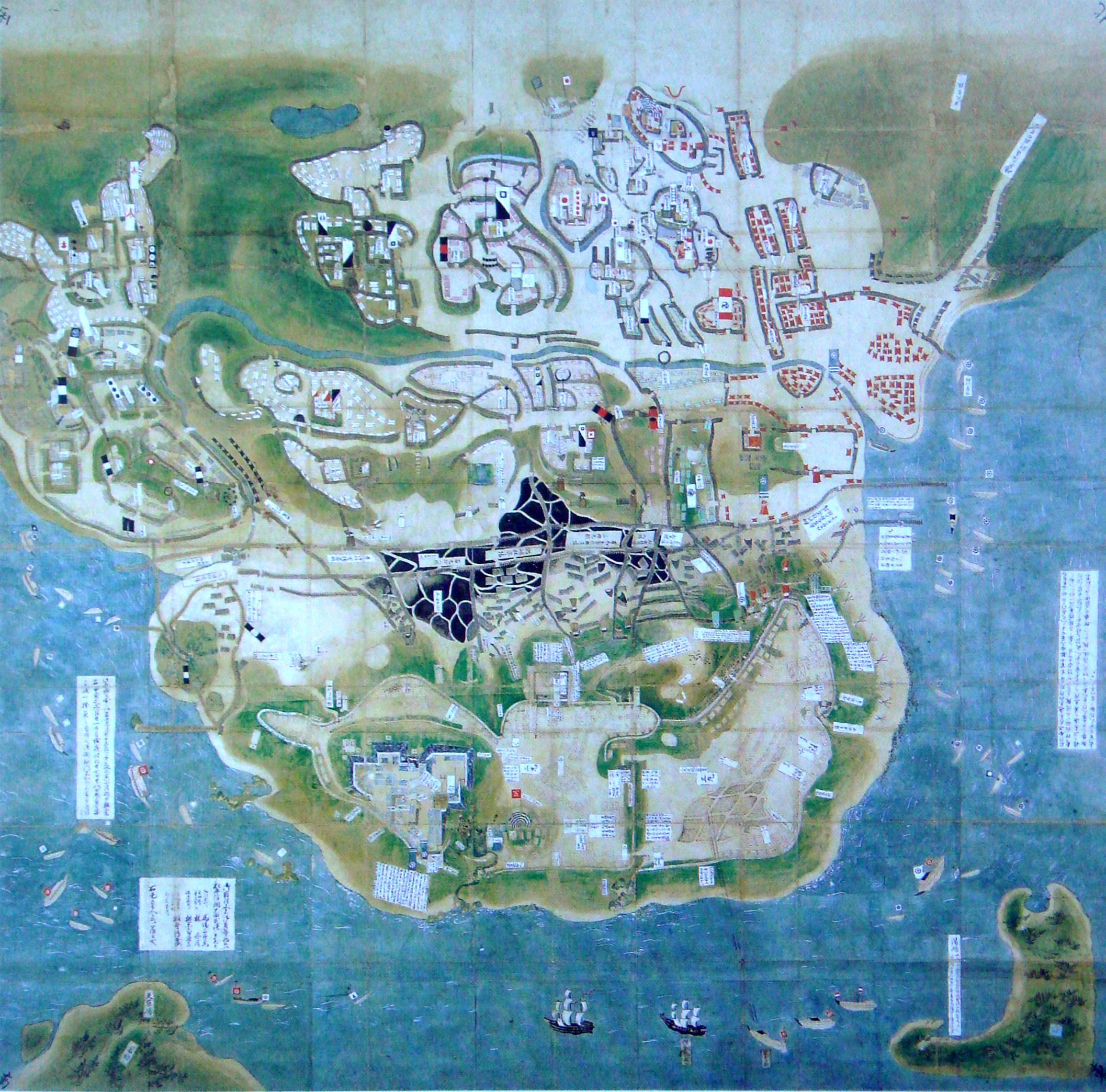
原城包囲の図

寛永14年（1637年）から寛永15年（1638年）にかけて、島原藩と唐津藩領天草において、天草四郎を主将にした大規模な百姓一揆、島原の乱が起こった。寛永14年11月14日、幕府はこれを受け島原・天草近辺の大名に「子息」や「舎弟」を国元へ帰すよう命令し、江戸にいた元茂は同年12月5日、国元へ帰還した。佐賀藩は島原の乱鎮圧に動員された勢力のうち最大の3万5千を率い、元茂はそのうち5千の軍を率いた。原城攻略では、元茂が搦め手の千々石口の大将を務め、諫早家や鹿島・武雄・白石鍋島家などが配属されている。ただし佐賀藩の抜け駆けが、のちのち問題となったが、元茂の活躍もあって勝茂の蟄居処分で済んでいる。
小城鍋島文庫には多数の島原の乱にまつわる資料が残っており、「元茂公御年譜」（元茂の年譜）では島原の乱を特筆しており、家臣たちの活躍をこと細かく描いている。また、島原の乱において、小城藩は多数の借金を行った上に、幕府からの恩賞はなく、部下への報酬や寺社への寄進もかさみ、財政難の原因の一つとなった。

### 小城への移住

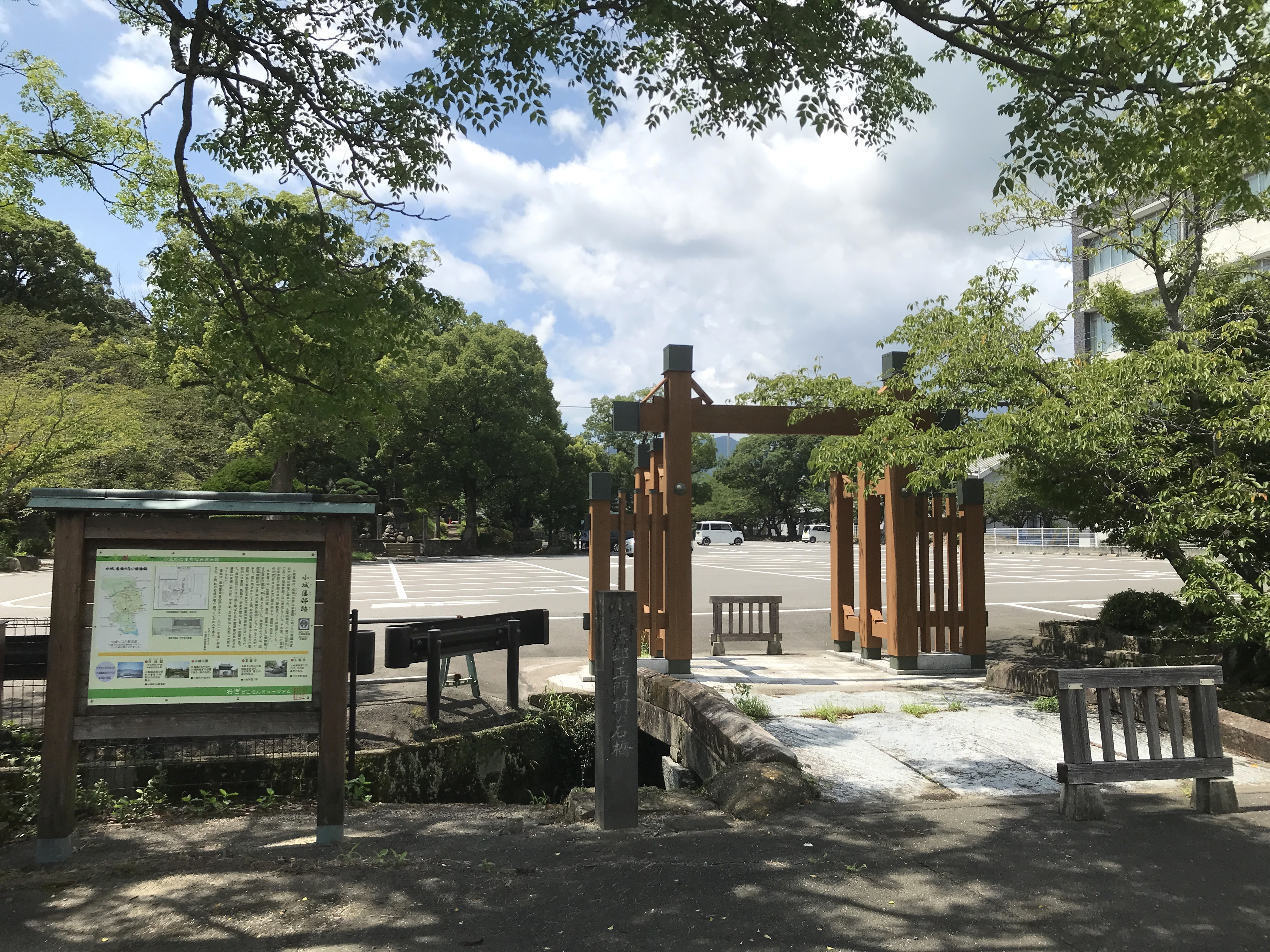
旧小城藩邸（小城陣屋）正門前の現存する石橋と復元された木戸

承応3年（1654年）11月11日、小城藩の初代藩主・元茂が江戸で死去した。同月、嫡男の鍋島直能が家督を継ぎ、小城藩主となった。文化・芸術に素養があった元茂と同様に、直能は和歌など京の公家文化に若いころから親しみ、小城藩に文化的発展をもたらした（文化面についての詳細は文化節で述べる）。政治的には、家老の家格や職務の原型、郡代の役職規定が定められ、藩政が確立してきた時期である。
また直能時代には、元茂隠棲の場所として茶屋や桜を植え整備されていた、「鯖岡」改め「桜岡」の整備がさらに進んだ。万治元年（1658年）には、のちに小城藩庁となる「桜岡館」の建築がはじまった。直能以前は藩主や家臣団は佐賀城西の丸や佐賀城下に住まっていたが、本家佐賀藩との関係悪化もあり次第に家臣たちも佐賀城下から桜岡館を中心とする小城へと移住し始めるようになった。次代の元武時代までには小城藩士の移住が終わり、元武以降の小城藩主自身も桜岡に常駐するようになった。

### 幕府からの重用

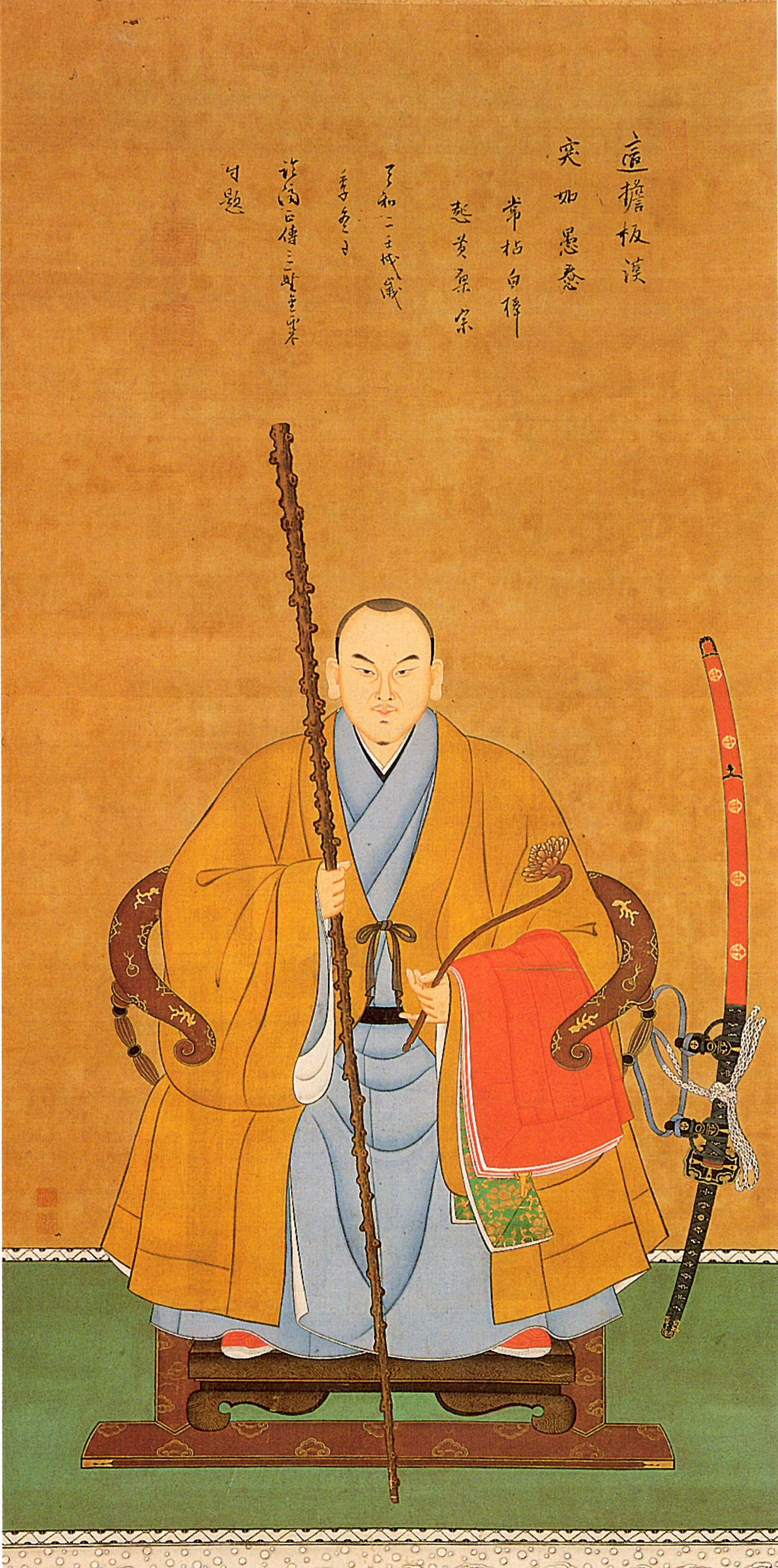
小城藩3代藩主、鍋島元武

延宝7年（1679年）12月29日、直能は隠居し、息子の鍋島元武が家督を相続した。元武時代には本藩の佐賀藩と支藩が疎遠になったこともあり、三支藩が合同して佐賀藩主鍋島光茂に不満条を提出している。さらには、佐賀藩には無断で諸大名が提出する誓詞を提出したり、年中行事（八朔の祝儀）に参加したりと、本来大名が行うことをしている。延宝3年（1680年）までには、「家祖」である鍋島元茂の事績の編纂を始めている。天和3年（1683年）、支藩三家と本藩、幕府との関係を規定する「三家格式」を制定した。三家格式によって、支藩は本藩の支配下にあるとしつつも、他の大名と同じ格に立つことを許された。その一例として、元禄5年（1692年）には、幕府から公儀役として公家衆馳走役を直接命じられている。
元武は水戸藩主の徳川光圀と親交を深めた。小城藩の家紋は他の支藩とは異なり、花杏葉を入角で囲ったものであるが、この入角は一説によれば光圀から授けられたものだという。また第5代将軍徳川綱吉からも信頼を置かれ、元禄6年（1693年）7月5日、元武は奥詰（綱吉の側近衆）に任じられ、宝永6年（1709年）の綱吉の死まで奥詰を務めた。そのため、元武は生類憐みの令に忠実であり、蠅たたきの製造を禁止したともいわれている。宝永4年（1707年）には浜松藩への転封も企画されたものの、柳沢吉保の進言もあり沙汰止みとなっている。

### 財政難へ
元武は正徳3年（1713年）1月26日に隠居し、同年8月20日に死去した。元武の長男鍋島元延が4代藩主になったものの、翌年（1714年）5月に嗣子なく死去した。そこで佐賀藩家臣の多久家へ養子に行き家督を相続していた多久茂村（元延の弟）が、5代目藩主となり鍋島直英と名乗った。享保の大飢饉が起きたこともあり、彼の治世でも財政悪化がさらに進んだ。延享元年（1744年）9月12日、直英が死去し、次男鍋島直員が6代目藩主となった。彼らの治世では、家臣らに知行地に応じて米を藩に収めさせる出米が（常態化して）行われている。
明和元年（1764年）5月21日、直員が隠居し、小城藩7代藩主に息子鍋島直愈がついた。しかし、彼の治世での小城藩の財政は窮乏しており、伝家の重宝を売り渡すほどであった。財政悪化により幕府から命じられる公儀役も、献銀といった臨時収入なしには乗り切ることができなかった。明和7年（1770年）に命じられた普請役では、家臣や寺社からの献金・銀・米や出米、さらには小城藩領地を佐賀藩の預かりとして借金をすることでどうにか乗り切っている。
安永3年（1774年）、直愈は有栖川宮織仁親王の接待役を命じられた。佐賀藩からの援助を約束されたものの、別に老中板倉勝清へ費用の拝借を願い出たが門前払いにあった。結局、佐賀藩と宇和島藩伊達家から借財し、さらに家臣団や裕福な町人・百姓に出銀を命じている。今回の接待役もなんとか果たせたが、幕府への借財願いに関して、直愈だけでなく、佐賀藩主鍋島治茂と前佐賀藩主鍋島宗教は指導責任を問われ、蓮池藩主・鍋島直温（常丸）と前小城藩主・直員は直愈に連座するという形で差控（自宅謹慎）となった。この一連の事件は「有栖川宮御馳走一件」と呼ばれ、その責任を取って小城藩家老の野口文次郎は切腹処分となった。同年には、借金返済のために佐賀藩から7749石を召し上げられている。
寛永3年（1791年）には、佐賀藩に無断で幕府から借金をしたものの返済できず、翌年には佐賀藩へ援助を頼んでいる。佐賀藩は小城藩の家老を佐賀城に呼び出したうえで、家老を処罰し、佐賀藩が借金を代わりに返済した。寛政6年（1794年）には、佐賀藩からの借金を返済できなかったため、小城藩領を差し出すよう申し出たが佐賀藩から拒否された。ついに直愈は治茂から強制的に隠居を命じられ、8代藩主に息子鍋島直知がついた。また直愈の治世下では、天明元年（1781年）の佐賀藩藩校弘道館の設置に続いて、翌年5月に小城藩でも藩校興譲館が設立されている。

### 藩政改革
直知は文化元年（1804年）3月12日に死去した。そこで弟の鍋島直堯が家督を継ぎ、9代目の小城藩主となった。直堯は藩校興譲館の衰退を嘆き、新たに教官を採用し制度改革を進めた。さらに年貢徴収の徹底や労働力の確保を目指して改革が行われた。
一方で、柳間詰めの大名のうち5万石を越える大名はみな城主格であるのに、7万3000石を擁する小城藩が無城で、下席にあることを不満とし、蓮池藩と同時に幕府へ城主格を願い出ることを望み、佐賀藩へ7度訴えているが却下されている。

### 佐賀藩への従属と幕末
佐賀藩主・鍋島斉直の時代（文化2年（1805年） - 天保元年（1830年））から小城藩は佐賀藩への従属傾向が強くなっていた。天保8 - 9年（1837年 - 1838年）の郡代（軍方）権限縮小に始まり、嘉永4年（1851年）に佐賀藩で郡代と代官が廃止され、新たに佐賀藩の影響下にある新郡方が設置され、小城藩は一部の支配権限を喪失することとなった。このような佐賀藩の態度や幕府からの扱いもあり、直堯は嘉永3年（1850年）に隠居し、その子鍋島直亮が後を継いで10代目の小城藩主となった。
安政元年（1854年）には、佐賀藩の要請もあり、3支藩は5年間にわたる公儀役や年中行事の参加などの「公務」の停止を命じられた。その間は佐賀藩の長崎警備に動員されることとなり、また公務停止の働きかけに使った資金の回収、もしくは長崎警備充実のため佐賀藩へ貢納することを命じられるなど、三支藩は佐賀藩の家臣団と同様の扱いをうけるようになり、佐賀藩の統制下に入ったという見方もある。この公務停止はさらに5年間延長され、参勤交代は認められたものの江戸滞在期間も3か月間に短縮されている。
小城藩内では、家臣団が隠居した直堯を推す俗論派と、現藩主直亮を推す正義派に分裂しており、正義派によって俗論派の首領が暗殺未遂されるという事件も起こっている。この暗殺未遂事件により俗論派は影響力を失い、正義派が推す欽八郎（佐賀藩主・鍋島直正の庶子で、のちの鍋島直虎）が婿養子として小城藩に迎えられた。直亮は、元治元年（1864年）2月27日に死去し、養子の直虎が11代目の小城藩主となった。
佐賀藩の影響もあり、小城藩も西洋の軍事技術を取り入れている。佐賀藩では西洋式の銃が装備され、慶応元年（1865年）に佐賀藩の命令により小城藩は武装をエンフィールド銃に統一され、西洋銃の稽古も行われている。慶応2年（1866年）、佐賀藩から借財しイギリス人から軍船（帆走船）大木丸（ドルフィン号）を購入している。大木丸は小城の和紙などを積み、上海に向けて2度出向している。
慶応4年（1866年）の戊辰戦争において、小城藩は佐賀藩に命じられて出陣し、秋田戦争の最中に新政府軍と途中合流した。合流後、旧幕府軍に奪取された大館城方面への出撃を命じられ、佐賀藩の一隊とともに出撃した。8月29日には道中で南部藩の軍を撃破し（きみまち阪周辺の戦い）、その後も岩瀬会戦などの戦闘が続き、9月6日には大舘へ入った（大館周辺の戦い）。以降は追撃戦となり、9月21日に停戦がなされた。これらの功績があり、小城藩は新政府から賞典金5000両を賜っている。
明治2年（1869年）、版籍奉還により領地と領民を朝廷に返還し、直虎は知藩事に任命された。明治4年（1871年）、廃藩置県により小城藩は廃藩となり、小城県となった。藩主の鍋島家は子爵に叙せられた。

## 歴代藩主

### 小城鍋島家
外様大名、石高:7万3000石
| 代 | 氏名                       | 肖像 | 院号   | 受領名         | 在職期間                                                           | 享年 | 出自                                |
| -- | -------------------------- | ---- | ------ | -------------- | ------------------------------------------------------------------ | ---- | ----------------------------------- |
| 1  | 鍋島元茂 なべしま もとしげ |      | 祥光院 | 紀伊守         | 元和3年3月 - 承応3年11月11日 （1617年2月5日 - 1654年12月18日）     | 53   | 佐賀藩主・鍋島勝茂の庶長子          |
| 2  | 鍋島直能 なべしま なおよし |      | 弘徳院 | 飛騨守、加賀守 | 承応3年11月 - 延宝7年12月29日 （1654年12月8日 - 1680年1月29日）    | 68   | 先代の子                            |
| 3  | 鍋島元武 なべしま もとたけ |      | 善通院 | 紀伊守         | 延宝7年12月29日 - 正徳3年1月 （1679年 - 1713年）                   | 52   | 先代の子                            |
| 4  | 鍋島元延 なべしま もとのぶ |      | 見性院 | 飛騨守、加賀守 | 正徳3年1月26日 - 正徳4年5月 （1713年 - 1714年）                    | 20   | 先代の子                            |
| 5  | 鍋島直英 なべしま なおひで |      | 円覚院 | 加賀守         | 正徳4年6月17日 - 延享元年9月12日 （1714年 - 1744年10月16日）       | 46   | 先代の弟                            |
| 6  | 鍋島直員 なべしま なおかず |      | 法眼院 | 紀伊守         | 延享元年10月23日 - 宝暦14年5月 （1744年10月23日 - 1764年）         | 55   | 先代の子                            |
| 7  | 鍋島直愈 なべしま なおます |      | 檀香院 | 加賀守         | 宝暦14年5月21日 - 寛政6年4月 （1764年6月19日 - 1794年）            | 46   | 先代の子                            |
| 8  | 鍋島直知 なべしま なおとも |      | 義天院 | 紀伊守         | 寛政6年4月25日 - 文化元年3月12日 （1794年5月23日 - 1804年4月20日） | 21   | 先代の子                            |
| 9  | 鍋島直堯 なべしま なおたか |      | 諦観院 | 加賀守、紀伊守 | 文化元年4月3日 - 嘉永3年4月 （1804年5月11日 - 1850年）             | 73   | 先代の弟                            |
| 10 | 鍋島直亮 なべしま なおすけ |      | 謙光院 | 加賀守         | 嘉永3年4月6日 - 元治元年2月 （1850年 - 1864年）                    | 36   | 先代の子                            |
| 11 | 鍋島直虎 なべしま なおとら |      | 威徳院 | 紀伊守         | 元治元年3月21日 - 明治4年7月14日 （1864年 - 1871年）               | 70   | 先代の養子 佐賀藩主・鍋島直正の次男 |

## 格式

### 石高と領地
「小城町史」や「佐賀県史」などによれば、小城藩の石高変遷は以下のとおりである。
- 元和3年（1617年）、初代藩主元茂が、直茂の隠居領、定米10363石3斗を授かる[12][126]。
- 同年、勝茂から追加で、知行地16697石9斗2升（ただし「六ツ成」で[注釈 18][128]、定米にして10018石余）を授けられる[12][126]。元和6年の資料によると、家臣領が元茂の知行とは別に定米で1万974石5斗あったとされている[129]。
- 元和7年（1621年）、三部上知[注釈 19]が行われ、同年に4郡にわたっていた領地が小城郡を中心とした領地に変更される[133][32]。
- 寛永3年（1626年）[134][135]または4年（1627年）[136]、直茂の妻（元茂の祖母）陽泰院から300石を譲渡される。
- 寛永5年（1628年）、この年の資料「惣着到」（佐賀藩士の氏名と知行高の記録[137]）によれば、小城藩の知行高は57452石となっている[138][126][136][137]。
- 寛永19年（1642年）、この年には、58602石となっている（五ツ成）[138][136][137]。
- 明暦2年（1656年）、この年の資料「泰盛院様御印着到」によれば、73252石5斗（ただし「四ツ成」で、藩に入っていくのは29301石と、寛永19年と変わらない[137]。）となっている[138][126][137]。

明暦2年までには、小城藩の石高73252石5斗が確立している。その小城藩領は、飛び地である山内を除けば、現在の小城市域とほとんど重なる。明治初年の実高は約8万2100石であった。なお、小城藩は形式上「四ツ成」（税率40％）としていたが、実際のところは60-70%の税率であったとされている。家臣への俸禄などを差し引いた結果の、約1万石程度が小城藩の基本財源とされている。
当初小城藩領は10の郷に大別され、それぞれ山内郷、佐保川島郷、三ヶ月郷、西郷、東郷、五百町郷、北郷、平吉郷、南郷、山代郷と呼ばれた。時期は不明だが、これらはのちに統合され、山内郷、佐保川島郷、北郷（三ヶ月郷、五百町郷と合併）、西郷（東郷と合併）、平吉郷（南郷と合併、芦刈郷とも）、山代郷となる。これら郷の支配には、大庄屋があたった。
また、旧高旧領取調帳をもとにした旧高旧領取調帳データベースによれば、小城藩の領地は以下のとおりである。
- 肥前国
  - 佐賀郡のうち4村
  - 小城郡のうち46村
  - 松浦郡のうち18村

「元禄十二年御領中有人改人数」によれば（つまり元禄12年（1699年）の時点では）、小城藩の人口は32352人となっている。明治初年の報告を基に編纂された「藩制一覧」の記述によれば、小城藩の人口は6977戸33332人であり、ほとんどその人口は変わっていない。そのうち武士身分は約22％を占めていた。

### 小城町と小城陣屋
現在は小城公園となっている一帯の地域は、鯖岡（沙婆岡）と呼ばれていた。元茂時代はまだ藩主が佐賀城西の丸に居住しており、鯖岡にも茶屋が建てられているだけであった。明暦2年（1656年）に、直能は鯖岡を桜岡と改称し、隠居後は桜岡の西一帯に隠居所を構えて常駐するようになった。このころから小城藩士たちも、桜岡への移住が進んでいる。元禄2年（1689年）の直能の死を受け、元禄3年（1690年）には元武が桜岡の館に移住すると、以降の藩主も定住するようになり、桜岡の館が小城藩邸となった。
元茂時代には、戦国時代に小城を支配した千葉家時代の城下町を基礎として、小城町を建設している。さらに直能時代からは桜岡の館を囲むように侍屋敷が建てられている。小城町を含め、小城藩邸の城下町は総称して「岡町」と呼ばれている。

### 藩屋敷
小城藩は、当初江戸の藩屋敷を与えられておらず、佐賀藩の中屋敷にあたる幸橋屋敷を上屋敷として活用していた。元禄6年（1693年）6月になって、徳川綱吉から本所に藩屋敷の土地を与えられている。しかし、元禄15年（1702年）には、旗本神保元茂と屋敷を交換し虎ノ門に屋敷を構えている。この藩屋敷も寛政年間のうちまでには、勝山藩のものとなっている。その他にも、小城藩が土地を購入して作った江戸藩屋敷は多数存在する。
江戸以外にも、大坂に蔵屋敷を構え、領内から運ばれる米を金に交換している。長崎警備のために、長崎にも藩屋敷を建てていた。

### その他
幕末において、小城藩は最も石高の高い陣屋（幕府から城を持つことを許されていない）大名であり、岡藩についで2番目に石高の高い柳間詰め（江戸城で将軍に拝謁する際の待機場所、10万石未満の外様大名が柳間詰めであった）の大名でもある。「寛政譜」によると、鍋島元武の代に柳間詰めと定められている。
歴代の藩主は将軍への御目見を済ませると、従五位下諸大夫を拝領している。また、名乗りとしては紀伊守、もしくは鍋島直茂も名乗っていたとされる加賀守・飛騨守を名乗っている。

## 文化

### 和歌

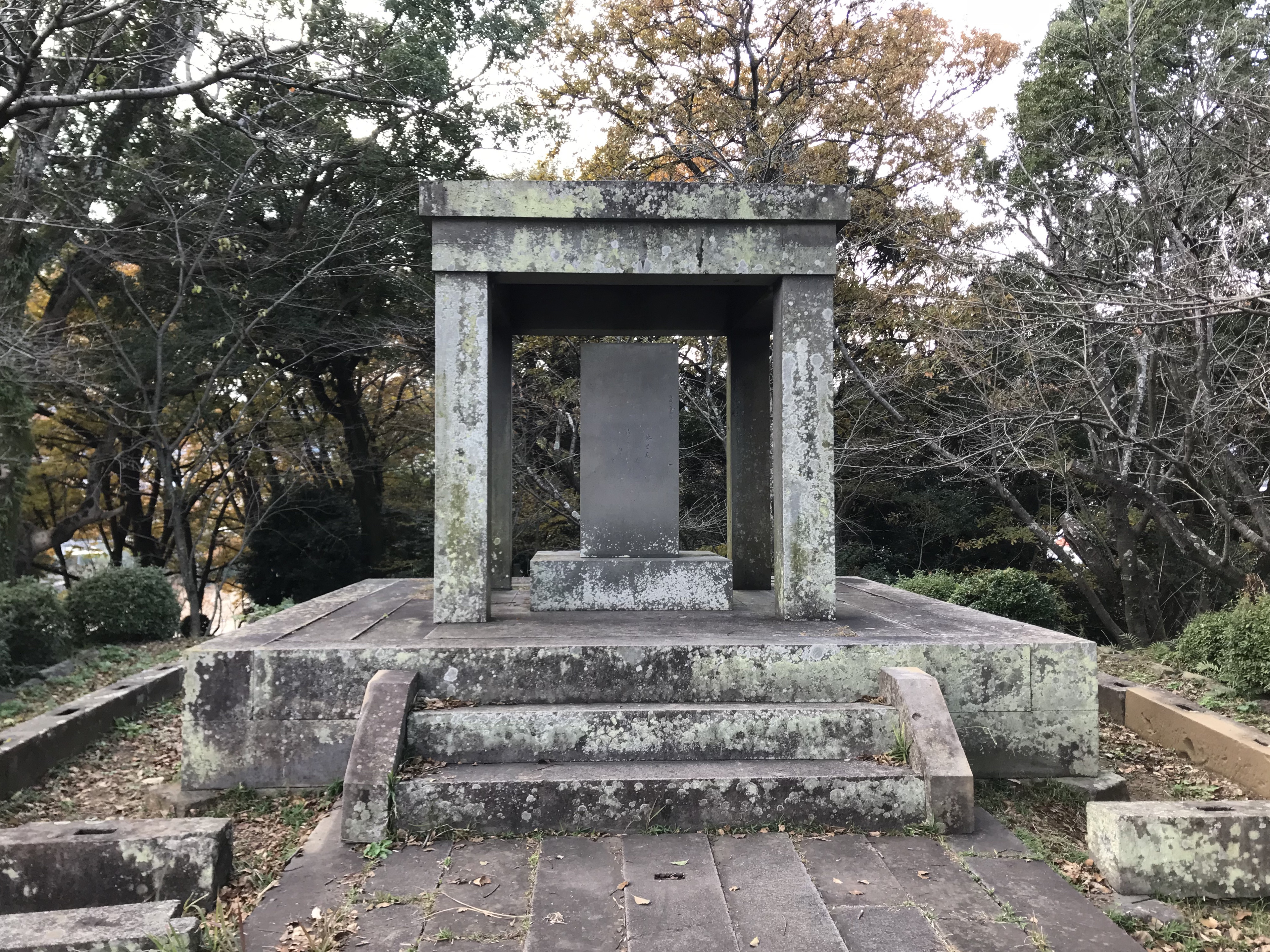
小城公園の後西院御製碑

小城藩では前述のとおり、2代藩主直能の時代を中心に和歌文化が栄えた。初代藩主元茂は、様々な芸に励んでおり、和歌もその一つであったとされている。直能自身は万治4年（1661年）には、北野天満宮の社僧能貨より古今伝授を授かっており、寛文12年（1672年）から編集が始まった「夫木和歌類句集」は延宝7年（1679年）または延宝8年（1680年）に霊元天皇の叡覧に供した。
のちに小城藩庁がおかれる桜岡は、文化的な名所としていくつか和歌が詠まれている。木下順庵（新井白石などの師、元茂・直能も学んだ）の「桜岡記」（万治元年）には、桜岡の景色をほめたたえる文言がある。「岡花」和歌が下賜され、「直能公御年譜」の記述でいうところの「桜岡」は日本名所の一つに入るようになった。桜岡が成立すると、十境と二十景を定め、林門に漢詩を依頼し、その作品が「八重一重」に収められている。延宝3年（1675年）には、後西院や皇族・公家らから、小城公園前身である桜岡を詠んだ「岡花」和歌を賜っており、直能の1首を加えて「岡花二十首和歌」が成立している。なお桜岡に関連する作品として、直能をはじめとする佐賀・荻野人々の作品集「桜岡詩歌」、京都の公家や江戸の林門を中心とする儒学者の作品集「八重一重」がある（前述の岡花二十首和歌も八重一重の一部である。）。

### 藩校

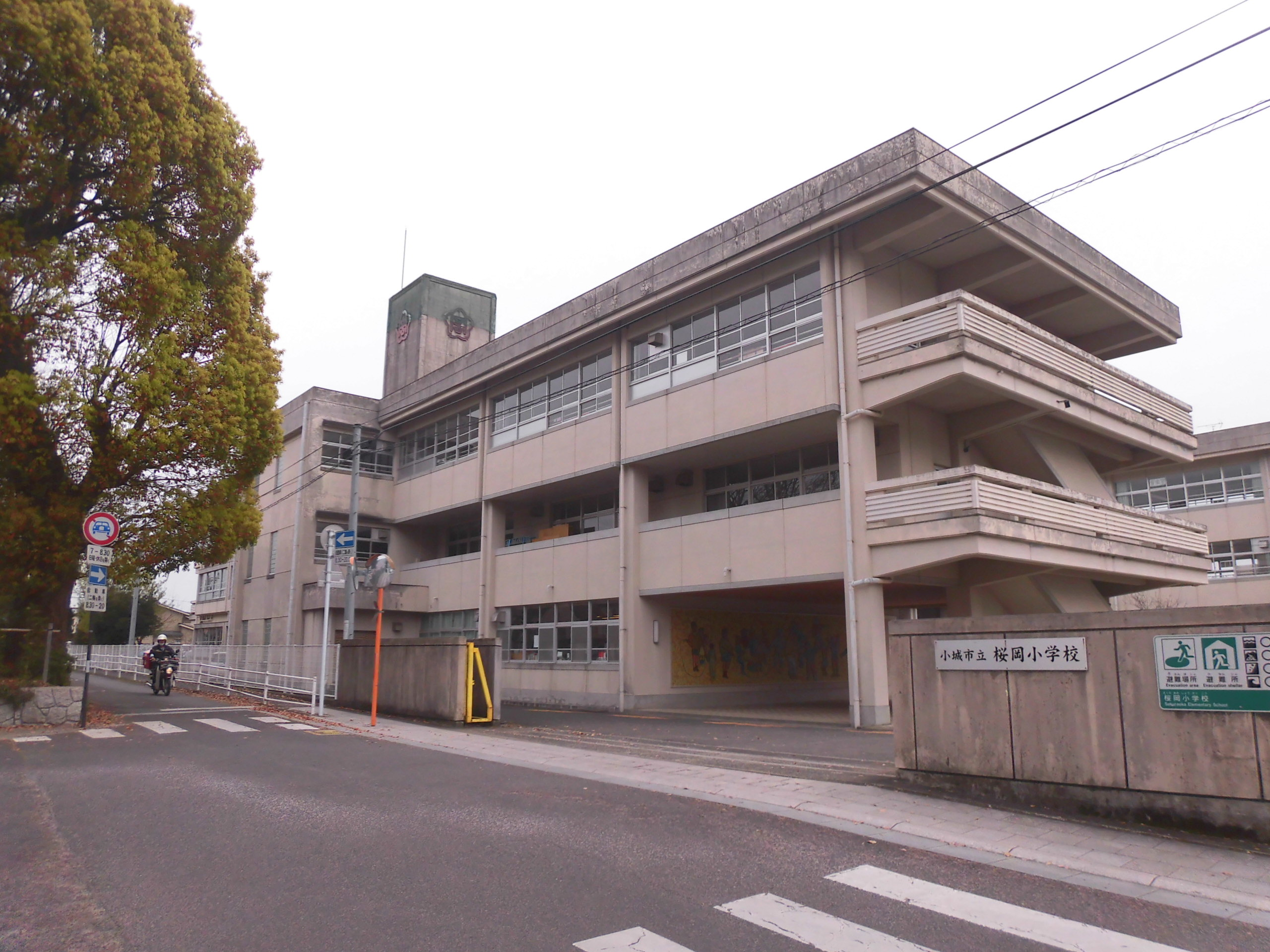
興譲館の跡に建設されている小城市立桜岡小学校。

小城藩の藩校は興譲館であり、天明7年（1787年）、7代藩主直愈の統治下で創設されている。前身となったのは、天明4年（1784年）設立の「文武稽古所」である。設立当初は「学寮」と呼ばれていたが、寛政元年（1789年）の規模拡張に伴い「興譲館」と名付けられた。興譲館の設立以前にも、享保5年（1720年）に、小城藩お抱えの儒学者・下川家の私塾である学問所が設立されていた。朱子学を学風としている。講義には、佐賀藩藩校の弘道館から教授を招かれることもあった。8代藩主直堯の跡継ぎである三平（のちの9代藩主直亮）は、佐賀藩主・鍋島直正の命もあって興譲館にて生活を送っていた時期もあった。

## 経済
小城では和紙が専売制とされていた。
「野田家日記」の記述によれば、文化8年（1811年）ごろに藩札が発行されたという記録が残っているが、佐賀藩との関係性もあり実際は発行されていないようである。さらに明治2年（1869年）12月には、太政官札の流通の遅れを理由に、数種類の額面の藩札（金札）が預金札として発行されている。佐賀藩の藩札と同様に不兌換札として発行されている。

## 支配体制
小城藩主は藩主であると同時に、佐賀藩の小城郡代も兼任していた。小城郡代は小城郡全体に支配権が及ぶため、佐賀藩直属の多久家領も影響下にあり、多久家と小城郡代の二重支配となっていた。郡代は行政・警察・通信・交通などあらゆる方面の権限を掌握していた。しかし、前述の通り、幕末には郡代は廃止され、それらの権限は佐賀藩に掌握されている。

### 家臣団
小城藩設立に伴い、直茂や勝茂からは領地だけでなく家臣も与えられている。直茂から与えられた家臣は「八三士」、勝茂から与えられた家臣は「七七士」と呼ばれ、小城藩内では特別視されていた。また、竜造寺氏（鍋島氏の旧主）や鍋島氏の人間があまりいないことも特徴的である。ただし一方で、渋川氏をはじめとする歴史ある家系が、小城藩士には多かった。
役職としての家老は、佐賀藩からの付家老の鍋島定村・鍋島直広から始まり、当初は後見役や佐賀藩の意見反映も担っていた。しかし、直広の後継が幼少であったことから、以降は小城藩の家臣の中から家臣が選ばれるようになり、藩政が任されるようになった。

### 身分格式
小城藩士の身分格式は下表のように分類されている。功績や献金次第では身分が変動することもあり、この身分変動を「肩を召しかえる」と表現されていた。
| 大分類   | 侍       | 侍       | 侍       | 侍       | 侍       | 侍         | 徒                 | 徒       | 足軽     | 小道具   | 小道具   |
| 小分類   | 親類     | 家老     | 番頭     | 物頭     | 馬乗     | 侍（平士） | 小頭（副士、添士） | 徒士     | 足軽     | 小道具   | 手男     |
| 知行拝領 | 地方知行 | 地方知行 | 地方知行 | 地方知行 | 地方知行 | 地方知行   | 切米取り           | 切米取り | 切米取り | 切米取り | 切米取り |

分家としては、直能の庶子・鍋島元敦が物成350石を拝領したことに始まる、西小路鍋島家がある。また、直能の庶子・鍋島能冬が三浦家に養子に入ることで創始された三浦（鍋島）家と、小城藩内最大の石高（小城藩飛び地の山代を支配）を所有した田尻家を合わせて、親類格とされている。
格式としての家老（格）は、江戸時代後期になると西家、水町家、野口家、園田家に固定化されている。

### 軍団編成
小城藩は佐賀藩の分家であるために、佐賀藩の出陣に際しては佐賀藩の軍団に編成される。佐賀藩の軍や小城藩の軍は家老らが藩士を率いる「大組」と藩主直属の「馬廻」、親類などが率いる「大備」に大別される。島原の乱の際には、佐賀藩の軍団のうち「大備」に分類され、一つの独立部隊として機能した。ただし、時代が下って、元武時代には「大備」が消滅し、小城藩軍は藩主のもとに一括されている。